# 刷牙
刷牙或稱作抿齒、洗喙，是使用牙刷抿拭掉齒上的牙菌斑，常配合齒膏使用，齒間牙菌斑的抿除則會使用牙線與牙間刷。
刷牙能清除牙齒表面的牙菌膜，徹底清除牙菌膜可預防牙周病。若抿齒的方式不正確或頻率過少，則會形成牙結石。

## 原則
每日早上、三餐後、睡前是刷牙的時機，尤其睡前抿齒最為重要。但食用完酸性飲食如汽水、可樂，則要等30分鐘後再刷牙。
刷牙的水温最好在35℃左右。
使用漱口水無法取代刷牙，牙間刷與牙線棒亦無法取代牙線。

## 刷牙的方法
- 貝氏刷牙法（英语：Charles C. Bass）[5]
- 短横刷法[6]
- 竖转动法[7][8]
- 环形刷牙法[9]